# Futball Club Frattese 1928
L'A.S.D. Futball Club Frattese 1928, ai più nota come Frattese, è una società calcistica italiana con sede nella città di  Frattamaggiore.

## Storia

### Dalle origini agli anni quaranta
Fondata nel 1928, la Frattese partecipò nei primi anni ai Campionati Provinciali ULIC. Solo a partire dal 1935, con la nascita della Virtus Frattese avvenuta il 28 ottobre di quell'anno, debuttò in un campionato FIGC prendendo parte alla Terza Divisione Regionale. I colori sociali erano maglia nera con stella bianca, calzoncini bianchi e calzettoni bianchi con bordo nero. Ottenne due promozioni di fila nelle stagioni 1936-1937 e 1937-1938 approdando così in Prima Divisione Regionale dove restò fino al 1943.
Lo scoppio della II guerra mondiale interruppe i campionati. Nella stagione 1944-1945 la Frattese disputò il Campionato Regionale Campano, in cui militavano Napoli e Salernitana, ottenendo il quarto posto con due pareggi contro il Napoli e una vittoria contro lo Stabia, alla fine Campione di Campania.
Grazie al quarto posto nel Campionato Regionale e ad alcuni risultati di prestigio contro le grandi in amichevole (1-0 contro la Juventus, 4-1 contro il Milan, 3-2 contro il Livorno), venne ammessa per la prima volta nella sua storia al Campionato di Serie C Lega Sud nella stagione 1945-46. Restò in Terza Serie per tre stagioni fino alla retrocessione (nonostante un quarto posto) in Promozione nel 1947-48 per riforma dei campionati. Rischiò poi di retrocedere in Prima Divisione Regionale arrivando penultima nel proprio girone e si salvò in extremis vincendo lo spareggio salvezza contro il Lucera.
La retrocessione verrà però rinviata solo di un anno; dopo un solo anno comunque la squadra riuscì a risalire in Promozione che intanto, con la creazione della IV Serie, era stata appena declassata a quinto livello.

### Dagli anni cinquanta agli anni settanta

La rosa della Frattese per il campionato di Serie D 1978-1979, allenata da Cané (in piedi, primo da destra).

Restò per tutti gli anni cinquanta in Promozione, sfiorando la promozione nella stagione 1958-59: in quella stagione la Frattese vinse la fase regionale con giocatori messi in evidenza come il terzino Mirabella Antonio, uno dei 5 giocatori più pagati di quel periodo della Campania accedendo al torneo nazionale dove perse gli ottavi di finale contro la squadra di Bovalino.
Lo stesso si ripeté la stagione successiva: Frattese vittoriosa nel Girone Eliminatorio ma poi sconfitta allo spareggio contro la Scafatese (2-1 il risultato finale) e nella stagione 1960-61 dove venne eliminata agli spareggi da Angri e Turris. Nella stagione 1961-62 il presidente della Frattese aveva speso ingenti cifre per rinforzare la squadra e centrare la promozione in D ma arrivò solo un secondo posto nel Girone Eliminatorio.
Nella stagione 1962-63 la Frattese vinse il Girone Eliminatorio con 15 punti di vantaggio sulla seconda ma ancora una volta mancò la promozione nelle Finali Regionali. I nerostellati rimasero in Promozione per un altro decennio, sfiorando la promozione nel 1974-75 (secondo posto dietro alla Grumese) e retrocedendo in Prima Categoria l'anno successivo. Nel 1976-77 il titolo sportivo della Frattese fu ceduto alla società Madonna dell'Arco di Sant'Anastasia; l'unica società sportiva che continuò l'attività agonistica in città fu la Vis Boys Frattese che militava in Prima Categoria.
La Vis Boys Frattese vinse agevolmente il campionato di Prima Categoria restando imbattuta in tutte le trenta partite disputate (20 vittorie e 10 pareggi) e venne promossa in Promozione. La Vis Boys si fuse poi con la Frattese dando così vita alla Unione Sportiva Frattese, squadra che arrivò seconda nelle Finali Regionali di Promozione l'anno successivo centrando la tanto agognata promozione in D.
Nella stagione 1979-80 vinse il proprio girone e venne promossa in Serie C2.

### Gli anni ottanta

Una formazione della Frattese per il campionato di Serie C2 1984-1985

In C2 i nerostellati rimasero per cinque stagioni fino alla stagione 1984-85, anno in cui, arrivando penultimi nel Girone D, ritornarono tra i Dilettanti. Retrocessa nella stagione successiva in Promozione, da allora la squadra non riuscì più a tornare in D, ed il calcio a Frattamaggiore fu caratterizzato da diversi passaggi di titoli sportivi e cambi di denominazione non riuscendo più ad andare oltre i Campionati Regionali.
Nel 1986-87 la S.C. Frattese S.r.l. partecipò al campionato di Promozione - girone A, retrocedendo in Prima Categoria e la società venne sciolta per liquidazione. La fusione con l'Interfrattese, seconda squadra della città, impedirà la scomparsa del calcio a Frattamaggiore e nell'anno successivo e nel 1987-88 la squadra partecipò al campionato di Promozione, girone A con la denominazione Associazione Sportiva Frattese Calcio chiudendo il campionato a metà classifica.
Nel 1988-89 la squadra arrivò al 3º posto con 42 punti e nel 1989-90 al quarto posto con una squadra di soli giovani provenienti dall'under 18.

### Gli anni novanta
Nel 1990-91 i nerostellati si classificarono ottavi con 34 punti e grazie a questa posizione verranno ripescati in Eccellenza l'anno successivo. Nel 1991-92 la Frattese viaggiava nei piani alti della classifica, però l'8 marzo 1992 fu espulsa dal campionato per comportamenti antisportivi della tifoseria e retrocessa in Terza Categoria.
Nel 1992-93 venne costituita la Frattese club che partecipò al campionato di Eccellenza piazzandosi al secondo posto. Nel 1993-94 per un mancato ripescaggio, il presidente Crispino cedette il titolo ad alcuni imprenditori di Pozzuoli.
Nel 1994-95 Virgilio Razzano acquistò il titolo della squadra di Sant'Antimo e iscrisse la squadra al campionato di Promozione, ma l'anno successivo il suo appello di far rientrare nuovi dirigenti al fine di creare una forte società non fu ascoltato e quindi non iscrisse la squadra al campionato e la Frattese scomparve.
Nel 1996-97, un giovane imprenditore, Adamo Guarino, acquistò il titolo dell'Acerrana e fondò la Real Fratta Acerra che arrivò seconda nel campionato di Promozione.
Nel 1997-98, per i brillanti risultati, fu ripescata in Eccellenza con il nome di Real Frattese, classificandosi all'ottavo posto. E dal 1998 al 2001 la squadra partecipò dignitosamente al campionato di Eccellenza, fino a quando nel 2001-2002 il titolo sportivo venne ceduto alla Boys Caivanese.

### Gli anni duemila
Dopo varie stagioni fatte di passaggi in Terza categoria, nella stagione 2008-2009 Frattamaggiore vide una squadra nata dalla fusione dell'Atletico Frattese (vincitrice nell'anno precedente del campionato di II categoria) e della Nuova Polisportiva Frattese (piazzatasi a centro classifica del precedente campionato di I categoria). La nuova compagine, nata con forti ambizioni, assunse la denominazione di Polisportiva Frattese ma le aspettative non furono però confermate e dopo un anno trascorso a giocare sui campi di tutto il circondario retrocesse in II categoria.
Nel campionato 2009-2010 la Frattese chiese e ottenne il ripescaggio in Prima Categoria ma a fine campionato la squadra subì la retrocessione per la seconda volta consecutiva.
Due anni dopo, per il campionato 2011-2012, la famiglia Moxedano trasferì a Frattamaggiore la Neapolis Mugnano (divenuta nel frattempo Neapolis Frattese) per disputare il campionato di Lega Pro Seconda Divisione. La nuova realtà, però, durò solo qualche mese, dopo di che la proprietà ritornò sui propri passi e portò nuovamente la Neapolis a Mugnano, lasciando incredula la tifoseria frattese.

### Gli anni duemiladieci
A partire dal campionato 2012-2013, grazie ad un progetto ad opera di una cordata di imprenditori frattesi, lo storico sodalizio ritorna all'attività agonistica: dalla fusione fra la S.S. Calcio Frattamaggiore e l'A.S.D. Atletico Bosco nasce l'A.S.D. Nerostellati Frattese. L'opera di ricostruzione viene affidata all'esperto Marco De Simone, anch'egli frattese, che ricoprirà il ruolo di Direttore Sportivo. La squadra viene iscritta nel girone A di Promozione Campana e, tramite i play-off, riesce nell'impresa di ottenere la promozione in Eccellenza già al primo anno di vita.
Il 9 aprile 2014 conquista, grazie alla vittoria a Portici per 3-1, la promozione in serie D, dopo un campionato condotto quasi sempre al vertice.

### Cessione del titolo ad Ercolano e nuove rifondazioni
Nel luglio del 2018 si forma un giro di cessioni di titoli sportivi di Serie D che porta la cessione del titolo del neopromosso Savoia al Nola, quello dell'Ercolanese allo stesso Savoia mentre la Frattese si fonde con la stessa Ercolanese che assume provvisoriamente il nome Granata 1924, con sede legale a Fratta ma sede operativa e campo di gioco ad Ercolano. È prevista il definitivo trasferimento anche della sede legale ad Ercolano con il cambio di nome definitivo in Ercolanese 1924.
Nel campionato 2018-19 una nuova compagine frattese, creata nel 2017 da alcuni soci di minoranza della SSCD Frattese rilevando il titolo del Casalnuovo Calcio, gioca in Eccellenza Campania girone A con la denominazione A.P.D. Casalnuovo Frattese. Nel 2019 ha cambiato denominazione in A.S.D. Frattamaggiore Calcio per poi ottenere ufficialmente nel 2020 la storica denominazione "Frattese 1928".  Nel 2022 l' A.S.D. Calcio Frattese 1928 ha ceduto il titolo sportivo all'Atletico Calcio di Cardito ma contestualmente la società Montecalcio Club, militante in Promozione Campania, ha cambiato denominazione in A.S.D. Frattamaggiore Calcio spostando la sede da Bacoli a Frattamaggiore e adottando i classici colori nerostellati. Nel 2023 la nuova Frattamaggiore Calcio torna anche lei alla storica denominazione "Frattese 1928".
Al termine della stagione 2023-2024 la Frattese ottiene la promozione diretta alla categoria Eccellenza vincendo il Girone B di Promozione Campania con 20 vittorie e solo 3 sconfitte al passivo.

## Allenatori e presidenti
- 1928-1940 ...
- 1940-1944 carica vacante[12]
- 1944-1945 ...
- 1945-1946  Umberto Busani
- 1946-1947 ...
- 1947-1948  Sola
- 1948-1955  Di Palma
- 1955-1957  Piero Matteoni
- 1957-1958  Pannoli
- 1958-1959  Giuseppe Caiazzo
- 1959-1961  Domenico Conte
- 1961-1963  Piero Matteoni
- 1963-1964  Giuseppe Caiazzo
- 1964-1969 ...
- 1969-1970  Di Costanzo
- 1970-1971  Vincenzo De Falco
- 1971-1972 ...
- 1972-1973  Cappiello
- 1973-1974  Ravaglia
 Cappiello
- 1974-1975  Claudio Tobia
 Giuseppe Cresci
 Claudio Tobia
- 1975-1976  Enrico Crescenzo
 Cappiello
 Picardi
- 1976-1977  Giuseppe Caiazzo
- 1977-1978  Piero Matteoni
 Giuseppe Caiazzo
- 1978-1979  Cané
- 1979-1980  Giuseppe Caramanno
- 1980-1981  Alfredo Ballarò
- 1981-1982  Carlo Orlandi
 Salvatore Albano
- 1982-1983  Giuseppe Caramanno
- 1983-1984  Matteo Baldi
 Nicola D'Alessio Monte
- 1984-1985  Aldo Bet
 Enrico Crescenzo
- 1985-1986 ...
- 1986-1988  Crescenzo Perfetto
- 1988-1989  Ciro Lubrano
- 1989-1990  Tommaso Fiore
- 1990-1991  Tommaso Fiore
 Luciano D'Agostino
- 1991-1992  Crescenzo Perfetto
- 1992-1993 ...
- 1993-1994  Tonino Mazzocca
- 1994-1995  Tommaso Fiore
- 1995-1996 carica vacante[13]
- 1996-1997  Giuseppe Capaccione
- 1997-1998  Enrico Crescenzo
 S. Di Vilio
 Tommaso Fiore
- 1998-1999  Tommaso Fiore
 Vincenzo Castaldo
- 1999-2000  Tommaso Fiore
 Antonio Cinquegrana
- 2000-2001  Andrea Ciaramella
- 2001-2012 carica vacante[13]
- 2012-2015  Teore Sossio Grimaldi
- 2015-2016  Stefano Liquidato
- 2016-2017  Stefano Liquidato
 Nello Di Costanzo
- 2017-2018  Teore Sossio Grimaldi
 Giovanni Chiaiese (1ª-8ª)
 Giuseppe Peviani
 Pasquale Vitter
 Antonio Maschio
- 2018-2019  Andrea Ciaramella
- 2019-2020  Ciro Amorosetti
 Teore Sossio Grimaldi
- 2020-2021  Salvatore Ambrosino
- 2021-2022  Antonio Floro Flores
- 2022-2023  Biagio Auletta
- 2023-2024  Angelo Valerio

- 1928-1935 ...
- 1935-1940  Tommaso Salvato
- 1940-1944 ...
- 1944-1947  Giuseppe Pezzullo
- 1947-1949  Mario Pezzullo
- 1949-1950  Giuseppe De Rosa e  Angelo Pezzullo (comm.)
- 1950-1951  Giuseppe Pezzullo (comm.)
- 1952-1957  Giuseppe De Rosa
- 1957-1958  Pompilio Lupoli
- 1958-1961  Franco Di Nuzzo
- 1961-1962  Mario Capasso
- 1962-1963  Guido Caserta
- 1963-1964  Mario Capasso
- 1964-1966  Giovanni Capasso
- 1966-1972  Nicola Fontana
- 1972-1976  Angelo Capasso
- 1976-1977  Tonino Caserta,  Franco Luca e  Vincenzo Gaudino
- 1977-1978  Virgilio Razzano
- 1978-1979  Virgilio Razzano
 Raffaele Crispino
- 1979-1981  Raffaele Crispino
- 1981-1982  Raffaele Crispino
 Sossio Giordano
- 1982-1983  Antonio D'Angelo (amm. unico)
- 1983-1987  Pasquale Grimaldi
- 1987-1992  Virgilio Razzano
- 1992-1993 ...
- 1993-1994  R. Crispino
- 1994-1995  Virgilio Razzano
- 1995-1996 carica vacante[13]
- 1996-1999  Adamo Guarino
- 1999-2001  Raffaele Ruggiero
- 2001-2012  Nonno Peppe
- 2012-2015  Antonio Schiano
- 2015-2017  Antonio Nuzzo
- 2017-2018  Gaetano Battiloro
- 2018-2020  Rocco D'Errico
- 2020-2021  Adamo Guarino
- 2022-  Raffaele De Luggo

## Palmarès

### Competizioni nazionali
- Serie D: 1

1979-1980 (girone F)

### Competizioni regionali
- Campionato Dilettanti: 1

1958-1959
- Prima Categoria: 3

1959-1960, 1962-1963, 1976-1977
- Promozione: 2

1977-1978, 2023-2024 (Girone B)
- Eccellenza: 1

2013-2014 (Girone A)

### Altri piazzamenti
- Serie D:

Secondo posto: 2015-2016 (girone I)
- Eccellenza:

Secondo posto: 1992-1993 (girone A), 2018-2019 (girone A)
Terzo posto: 1993-1994 (girone A)

## Statistiche e record

### Partecipazione ai campionati
| Livello | Categoria                 | Partecipazioni | Debutto   | Ultima stagione | Totale |
| ------- | ------------------------- | -------------- | --------- | --------------- | ------ |
| 3º      | Serie C                   | 3              | 1945-1946 | 1947-1948       | 3      |
| 4º      | Promozione                | 3              | 1948-1949 | 1950-1951       | 12     |
| 4º      | Serie C2                  | 5              | 1980-1981 | 1984-1985       | 12     |
| 4º      | Serie D                   | 4              | 2014-2015 | 2017-2018       | 12     |
| 5º      | Serie D                   | 2              | 1978-1979 | 1979-1980       | 3      |
| 5º      | Campionato Interregionale | 1              | 1985-1986 | 1985-1986       | 3      |

Campionati regionali
| Livello | Categoria             | Partecipazioni | Debutto   | Ultima stagione | Totale |
| ------- | --------------------- | -------------- | --------- | --------------- | ------ |
| I       | Prima Divisione       | 1              | 1951-1952 | 1951-1952       | 37     |
| I       | Promozione            | 20             | 1952-1953 | 1990-1991       | 37     |
| I       | Campionato Dilettanti | 2              | 1957-1958 | 1958-1959       | 37     |
| I       | Prima Categoria       | 6              | 1959-1960 | 1964-1965       | 37     |
| I       | Eccellenza            | 8              | 1991-1992 | 2013-2014       | 37     |
| II      | Prima Categoria       | 1              | 1976-1977 | 1976-1977       | 4      |
| II      | Promozione            | 3              | 1994-1995 | 2012-2013       | 4      |

## Tifoseria
Il tifo frattese è composto fin dalla rinascita della Nerostellati Frattese da un gruppo ultras. Essi non si identificheranno sotto nessuna pezza fino al 2015, in cui assumeranno il nome di Non Conformi Frattamaggiore (NCF).
Tuttavia, l'anno seguente sospenderanno l'attività del gruppo in seguito alle numerose diffide ricevute per poi ritornare nella stagione calcistica 2018-2019.

### Gemellaggi e rivalità
L'unico gemellaggio instaurato dalla tifoseria organizzata frattese è quello con gli ultras del San Giorgio, nato negli anni 2010. Amicizie molto sentite, invece, quelle con i supporters di Akragas, Sora e Puteolana, con quest'ultima nata dalla condivisione dell'antica rivalità con la curva giuglianese.
La rivalità più sentita è certamente quella storica con i tifosi del Giugliano. A seguire per importanza, quelle più recenti con Gragnano e Aversa Normanna. Quella con i Normanni è sorta il 28 ottobre 2015, quando nella gara di Coppa Italia Serie D a Frattamaggiore, gli ospiti ricevettero una brutta accoglienza dai tifosi di casa, anche se è stata la prima volta in cui le due tifoserie si sono incontrate. Tensioni anche nella gara di ritorno ad Aversa e in quelle successive. Rivalità minori coinvolgono i gruppi organizzati di Ercolanese, Afragolese (scontri anche negli anni 1980), Boys Caivanese (tutti alleati del Giugliano), Casoria,  Montesarchio (sorta nel settembre 2013 durante una sfida di Coppa Italia Dilettanti e protrattasi durante la stagione 2013-14 fino allo spareggio che permise ai Nerostellati il salto di categoria), Rende, Acerrana e Viribus Unitis. In passato la rivalità più sentita era quella con la Grumese, in quello che negli anni 1980 era chiamato derby del ponte, dal ponte sulla ferrovia che collega i due comuni confinanti di Frattamaggiore e Grumo Nevano. Le due squadre tuttavia non si incontrano da molti anni.